# Častá
Častá é um município da Eslováquia, situado no distrito de Pezinok, na região de Bratislava. Tem 35,23 km² de área e sua população em 2019 foi estimada em 2305 habitantes.

## Demografia
| Ano:        | 1994 | 2004   | 2014   | 2024   |
| ----------- | ---- | ------ | ------ | ------ |
| Broj ljudi: | 1948 | 2094   | 2212   | 2419   |
| Razlika:    |      | +7,49% | +5,63% | +9,35% |

| Ano:               | 2023 | 2024   |
| ------------------ | ---- | ------ |
| Número de pessoas: | 2396 | 2419   |
| Diferença:         |      | +0,95% |